# エミール・グリフィス
エミール・グリフィス（Emile Griffith、男性、1938年2月3日 - 2013年7月23日）は、アメリカ領ヴァージン諸島のプロボクサー。セント・トーマス島出身。元世界2階級制覇王者（ウェルター級、ミドル級）。晩年にバイセクシャルであったことを明かした。

## 来歴
1958年6月2日、プロデビュー。
1961年4月1日、25戦目で世界王座初挑戦。世界ウェルター級王者ベニー・パレットに挑戦し、13回KO勝ちで王座を獲得した。同王座の防衛に1回成功後の9月30日にパレットと再戦し、15回判定負けで王座から陥落した。
1962年3月24日、王者ベニー・パレットに再挑戦し、12回TKO勝ちで王座の奪回に成功した。パレットはリング上で昏睡状態となったまま病院に搬送されるも、意識が戻ることなく10日後の4月3日に死去した。試合を放送したABCは、このリング禍によりボクシング放送から撤退を決め、他の地上波放送局も後に続いた。地上波テレビ局がボクシングの中継を再開するのは1970年代になる。後日談として、このリング禍で40年以上グリフィスは罪悪感にさいなまれてたが、パレットの息子に会い抱きしめられ許しを得たことで長年の罪悪感から解放されたという、しかしパレット夫人からは面会を拒否され続け死ぬまでかなわなかった。
1963年3月21日、3度目の防衛戦でルイス・マヌエル・ロドリゲスと対戦し、15回判定負けで王座から陥落した。同年6月8日にロドリゲスと再戦し、15回判定勝ちで王座を奪回した。ちなみにこの試合は元々はボクシングのリングは周囲を3本のロープで囲っていたが、初めて周囲を4本のロープで囲んだ試合としても知られる。
1963年12月20日、ノンタイトルマッチでルービン・ハリケーン・カーターと対戦し、初回TKO負け。この試合はリングマガジン アップセット・オブ・ザ・イヤーに選出された。
1964年6月12日、ロドリゲスと3度目の対戦を行い、15回判定勝ちで王座の初防衛に成功した。その後も防衛を続け、計4度の防衛に成功した。1964年にはリングマガジン ファイター・オブ・ザ・イヤーに選出された。
1966年4月25日、世界ミドル級王者ディック・タイガーに挑戦し、15回判定勝ちで2階級制覇に成功した（ウェルター級王座は返上）。その後、2度の防衛に成功した。
1967年4月17日、3度目の防衛戦でニノ・ベンベヌチと対戦し、15回判定負けで王座から陥落した。この試合はリングマガジン ファイト・オブ・ザ・イヤーに選出された。同年9月29日にベンベヌチと再戦し、15回判定勝ちで王座を奪回した。1968年3月4日、ベンベヌチと3度目の対戦を行い、15回判定負けで王座から陥落した。
1969年10月18日、世界ウェルター級王者ホセ・ナポレスに挑戦し、15回判定負けで王座再獲得ならず。
1970年7月15日、ディック・タイガーとノンタイトルマッチで再戦し、10回判定勝ち。
1971年9月25日、世界ミドル級王者カルロス・モンソンに挑戦し、14回TKO負けで王座再獲得ならず。1973年6月2日、モンソンに再挑戦するも、15回判定負け。
1976年9月18日、WBC世界ジュニアミドル級王者エックハルト・ダッゲに挑戦し、15回判定負けで3階級制覇ならず。
1977年7月30日、アラン・ミンターと対戦し、10回判定負け。この試合を最後に引退した。
引退後は、ニュージャージー州で少年鑑別所の看守として働いていた。
1992年、ニューヨークのゲイバーを出てきたところを暴漢に襲われ瀕死の重傷を負う
2013年7月23日、ニューヨーク州内の介護施設で死去。全面介護が必要なほど重度の認知症を患っていた。75歳没。

## 獲得タイトル
- 世界ウェルター級王座（防衛0度）
- WBA世界ウェルター級王座（1度目は防衛2度、2度目は防衛4度）
- WBC世界ウェルター級王座（1度目は防衛0度、2度目は防衛4度）
- WBA世界ミドル級王座（1度目は防衛2度、2度目は防衛0度）
- WBC世界ミドル級王座（1度目は防衛2度、2度目は防衛0度）